# Al-Asza
Al-Asza, arab. ٱلْأَعْشَىٰ (właściwie: Majmun Ibn Kajs al-Asza) (ur. przed 570, zm. po 625) – arabski poeta epoki dżahilijja.
Imię, pod którym stał się znany, „Al-Asza”, oznacza dosłownie „Ślepawy”, ale nie jest całkowicie jasne, czy rzeczywiście cierpiał na chorobę oczu (zgodnie z arabską tradycją pod koniec życia oślepł zupełnie), czy też wybrał tego rodzaju pseudonim jedynie dla poetyckiego efektu. Prawdopodobnie urodził się w oazie Manfuha (na południe od dzis. Rijadu) i zmarł w pobliżu tego samego miejsca. Należał do klanu Kajs Ibn Salaba plemienia Bakr. Poza tym, jak w przypadku większości arabskich poetów tego okresu, wiarygodne dane biograficzne na jego temat nie są dostępne, zaś istniejące wydania jego dywanu opierają się na pojedynczym, źle zachowanym rękopisie, co powoduje, iż autentyczność jego wierszy trudno zweryfikować.
Niezależnych wiadomości o jego życiu dostarczają jedynie fragmenty jego poezji, w których wymienia historyczne postaci i zdarzenia. Wiąże się to z faktem, iż był zawodowym poetą (zgodnie z tradycją pierwszym arabskim poetą żyjącym ze swojej twórczości), który wędrował, poszukując zarobku na regionalnych dworach. Poetycką edukację miał odebrać w lachmidzkiej Al-Hirze. W swojej poezji wymienia m.in. cesarza Maurycjusza (582–602), namiestnika Al-Hiry Ijasa Ibn Kabisa (zm. 611) i klęskę cesarza Herakliusza (610–641) pod Satidamą w 625. Jego wiersze wskazują również na zaangażowanie w wydarzenia związane z bitwą pod Zu Kar (pomiędzy 604 a 611), jednym z najsłynniejszych starć dni Arabów, w którym Bakr pokonali siły arabsko-sasanidzkiej koalicji. Do jego mecenasów należeli Kajs Ibn Madi Karib al-Kindi (ojciec Aszata), Hauda Ibn Ali z Jamamy, sajjidowie z Nadżranu i władcy Al-Hiry. Przez długi czas uważano go za chrześcijanina, jednak religijna symbolika niektórych jego wierszy prawdopodobnie odzwierciedla raczej poglądy jego patronów, niż wiarę samego poety.
Pośród jego zachowanych wierszy niemal połowa to panegiryki, co potwierdza jego opinię zawodowego poety. W swojej poezji „opiewa poranne spożywanie napojów w kwitnących ogrodach pełnych róż, fiołków, narcyzów, mięty wodnej, mirtu, lewkonii, lilii, jaśminu (wszystkie nazwy pochodzenia perskiego) w towarzystwie cymbalistów i flecistek, przy dźwiękach kastanietów, lutni i harf”. Jego twórczość wpisuje się zatem w nurt poezji dworskiej i świadczy o wpływie perskiej kultury na dwór w Al-Hirze, z którym pozostawał w bliskich relacjach. Niemniej wędrował też przez pustynię w poszukiwaniu innych mecenasów i w swoich wierszach opisał zwyczaje różnych narodów, co jest wyjątkiem w poezji arabskiej przed islamem. Jego styl jest wyszukany i oryginalny, zaś czasami wręcz sztuczny. Przejawia predylekcję do fonetycznych środków stylistycznych i z zamiłowaniem posługuje się obcym słownictwem pochodzenia perskiego i aramejskiego. Jego rozmowa z wielbłądem zdradza jego poczucie humoru. W ramach kasydy skracał formalny początek wstępu (nasibu) do jedynie jednego lub dwóch zdań, szybko przechodząc do jego właściwej części. Słynne są jego sceny picia wina, zawierające opisy winnic, handlarzy winem, jak i atmosfery samych biesiad. Jego najsłynniejsza kasyda, Waddi Hurajra („pożegnaj Hurajrę”), została włączona do zbioru dziesięciu mu’allak.